# Lusitano

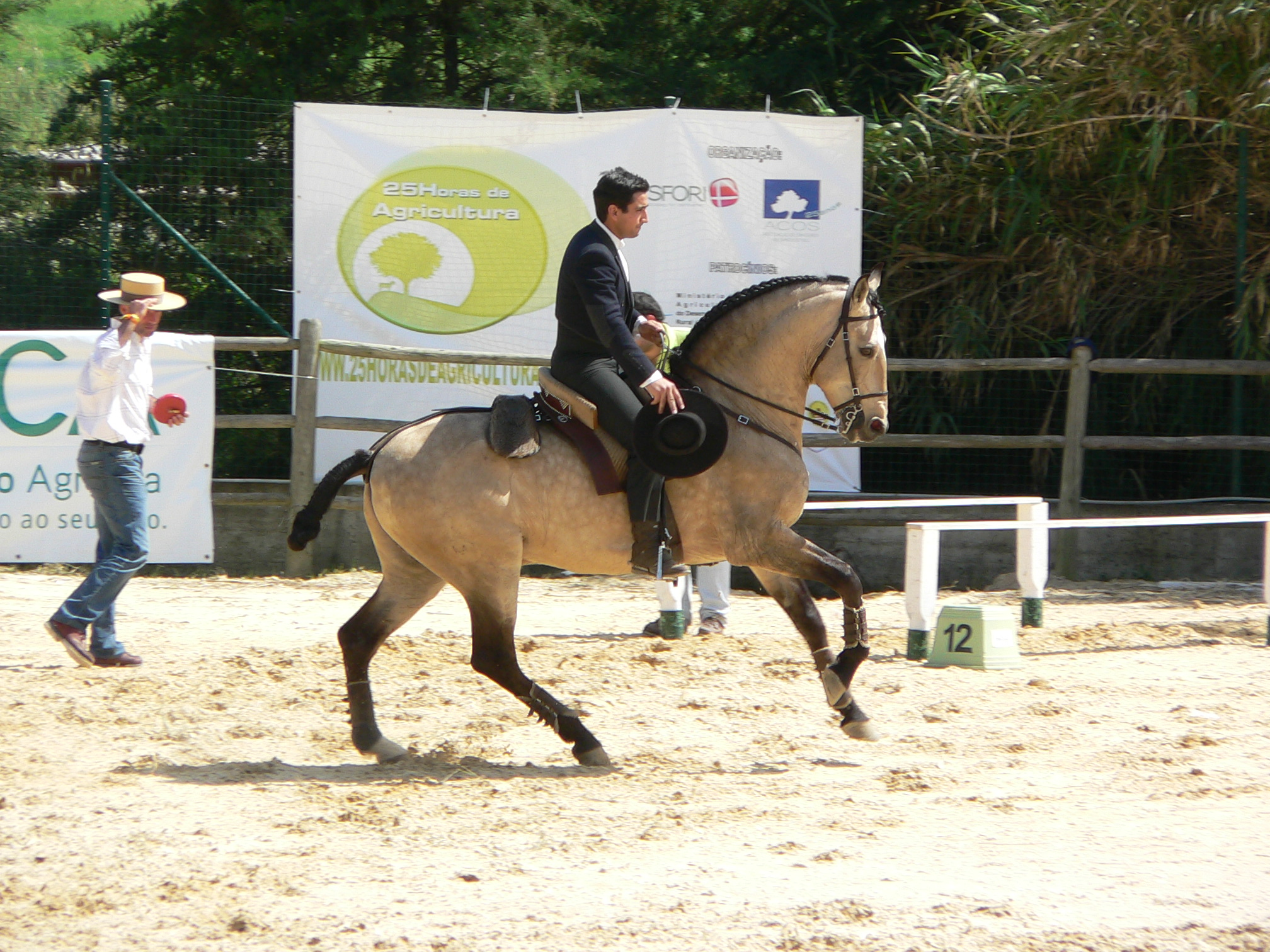

Lusitánský kůň (Lusitano) je plemeno koně původem z Portugalska. Je používán především na španělskou drezuru. Je většinou 165 – 170 cm vysoký.

## Původ
Název lusitánského koně pochází ze starého latinského názvu Portugalska – Lusitania. Oficiální název platí až od roku 1966, protože do té doby byl s andaluským koněm považován za jedno plemeno. Obě plemena si jsou velmi podobná. Mají stejný genetický základ, v obou koluje krev berbera i plemene sorraia. Lusitano má mnoho vlastností jako andaluský kůň, má ale klabonosou hlavu a postrádá jeho ušlechtilost.

## Vznešenost, postava
Lusitánský kůň má ve srovnání se svým španělským příbuzným, andaluským koněm, více skloněnou záď a níže nasazený ocas. Hlava je dlouhá s klabonosným profilem a velkýma očima. Silný krk je klenutý a na plece nasazený v širším úhlu, což vytváří dojem vzpřímenosti a vznešenosti. Plece jsou silné a strmější, díky čemuž má kůň vysokou akci nohou. Tělo má krátké, hrudní koš klenutý a bedra široká a silná. Hříva a ocas jsou bohaté, jemné a vlnité. Výrazně dlouhé holeně přispívají k tomu, že Lusitano působí „nohatým“ dojmem. Jinak jsou ale kosti končetin kvalitní. Lusitano se vyskytuje ve všech základních barvách, ale převládají bělouši, dále hnědáci a vyskytují se i plaváci a ryzáci. Dříve se objevovali i strakoši. Tito koně se vyznačují přizpůsobivostí, dobrou jezditelností a chody s vysokou akcí.